# Rhopalomyia bedeguaris
Rhopalomyia bedeguaris är en tvåvingeart som först beskrevs av Jean-Jacques Kieffer och Jorgensen 1910.  Rhopalomyia bedeguaris ingår i släktet Rhopalomyia och familjen gallmyggor. Inga underarter finns listade i Catalogue of Life.